# Paprika
Paprika (lat. capsicum) je rod jednogodišnjeg bilja i polugrmova uspravne razgranate stabljike, visine 50 – 80 cm. Listovi su jednostavne građe, sastavljeni su od peteljke i desetak centimetara dugačke, uske, jajaste i pri krajevima ušiljene plojke. Pojavljuju se naizmjenično na granama.
Korjenov sustav u odnosu na dobro razvijenu nadzemnu masu, relativno je slabo razvijen. Sastoji se od primarnog korijena, koji se najčešće tijekom presađivanja ošteti te se vodoravno znatnije razvija bočno korijenje. Većina korijena se razvija plitko u tlu vodoravno se šireći 30 – 50 cm od glavnog korijena te prodirući u dubinu 30 – 60 cm.
Cvjetovi se formiraju nasuprot listovima, najčešće pojedinačno ili rjeđe po nekoliko zajedno. Potpune su građe. Sastoje se od zvonaste čaške svijetlozelene boje koju čini najčešće 5, a ponekad i više lapova i vjenčića sastavljenog od 5 – 8 u donjem dijelu međusobno sraslih latica, najčešće blijede, žućkasto sivkaste ili tamnoljubičaste boje.
Prašnika također ima 5, rjeđe do 8, a tučak ima nadraslu peterogradnu plodnicu s puno sjemenih zametaka.
Plod je po botaničkoj klasifikaciji višesjemena boba različitog oblika, veličine i boje koja može biti od blijedožućkaste, svijetlo i tamnozelene, do narančaste, crvene ili smeđe.

## Plodovi paprike
Plod paprike pregradama je podijeljen na više dijelova, a čiji broj uvjetuje i njegov izgled. U unutrašnjosti ploda nalazi se sjemena loža na kojoj se nalazi glavnina sjemenki, dok je manji dio i na stijenkama pregrada. Ovisno o krupnoći ploda i razvijenosti sjemene lože u plodu paprike može se razviti do 500 sjemenki.

## Unutrašnjost ploda paprike
Sjeme paprike je bubrežastog oblika, glatke površine i blijedožućkaste boje. Dužina sjemena je 3 – 4 mm, širina 2 – 3 mm i debljina do 1 mm. U jednom gramu ima 150 – 200 sjemenki.

## Sjeme paprike
Sjemenka se sastoji od sjemene ljuske koja obavija sjemenku, endosperma u kojem se nalazi rezervna hranjiva tvar nužna za početni razvoj mlade biljke, klica koju čine supke i klicin korjenčić, te pupka kojim je sjeme bilo pričvršćeno za sjemenu ložu.
Sjeme uz povoljne uvjete čuvanja može zadržati klijavost do 5 godina.

## Zanimljivosti
Riječ paprika iz hrvatskog je jezika prešla u mnoge druge europske jezike kao posuđenica. Tako riječ paprika postoji u: njemačkom, francuskom, talijanskom, španjolskom, ruskom, portugalskom, grčkom, bjeloruskom, mađarskom, ukrajinskom, češkom, slovačkom, danskom, finskom, norveškom, švedskom, litvanskom, poljskom, nizozemskom, gruzijskom, irskom, velškom, islandskom, estonskom jeziku i dr.

## Vrste
1. Capsicum annuum L.
2. Capsicum baccatum L.
3. Capsicum benoistii Hunz. ex Barboza
4. Capsicum caatingae Barboza & Agra
5. Capsicum caballeroi M.Nee
6. Capsicum campylopodium Sendtn.
7. Capsicum carassense Barboza & Bianch.
8. Capsicum cardenasii Heiser & P.G.Sm.
9. Capsicum ceratocalyx M.Nee
10. Capsicum chacoense Hunz.
11. Capsicum chinense Jacq.
12. Capsicum coccineum (Rusby) Hunz.
13. Capsicum cornutum (Hiern) Hunz.
14. Capsicum dimorphum (Miers) Kuntze
15. Capsicum eshbaughii Barboza
16. Capsicum eximium Hunz.
17. Capsicum flexuosum Sendtn.
18. Capsicum friburgense Bianch. & Barboza
19. Capsicum frutescens L.
20. Capsicum galapagoense Hunz.
21. Capsicum geminifolium (Dammer) Hunz.
22. Capsicum hookerianum (Miers) Kuntze
23. Capsicum hunzikerianum Barboza & Bianch.
24. Capsicum lanceolatum (Greenm.) C.V.Morton & Standl.
25. Capsicum longidentatum Agra & Barboza
26. Capsicum longifolium Barboza & S.Leiva
27. Capsicum lycianthoides Bitter
28. Capsicum minutiflorum (Rusby) Hunz.
29. Capsicum mirabile Sendtn.
30. Capsicum mirum Barboza
31. Capsicum muticum (Sendtn.) Barboza
32. Capsicum neei Barboza & X.Reyes
33. Capsicum parvifolium Sendtn.
34. Capsicum pereirae Barboza & Bianch.
35. Capsicum piuranum Barboza & S.Leiva
36. Capsicum pubescens Ruiz & Pav.
37. Capsicum rabenii Sendtn.
38. Capsicum recurvatum Witasek
39. Capsicum regale Barboza & Bohs
40. Capsicum rhomboideum (Humb. & Bonpl. ex Dunal) Kuntze
41. Capsicum schottianum Sendtn.
42. Capsicum tovarii Eshbaugh, P.G.Sm. & Nickrent
43. Capsicum villosum Sendtn.